# Angles (prestidigitation)
Pour les articles homonymes, voir Angles.
Dans le jargon des  prestidigitateurs et illusionnistes, les angles d'une manipulation sont une abréviation des « angles de présentation » selon lesquels le magicien peut effectuer la technique : certaines techniques invisibles pour un spectateur situé en face du magicien seront visibles d'un spectateur situé à sa gauche, par exemple.

En règle générale, les angles des techniques utilisées sont d'autant plus larges que les spectateurs se tiennent loin de l’illusionniste.
Cela tient au fait qu'en magie rapprochée, ou close up, le magicien a souvent des spectateurs sur 180° devant lui ou même parfois derrière lui, tandis que pour une grande illusion les spectateurs sont répartis dans la salle dans un cône beaucoup plus restreint (environ 20°).